# Marvin Emnes
Marvin Emnes, né le 27 mai 1988 à Rotterdam, est un footballeur néerlandais qui évolue au poste d'attaquant.

## Biographie
Marvin Emnes rejoint Middlesbrough en signant un contrat de quatre ans, le 4 juillet 2008.
Il est par la suite prêté à Swansea City pour un mois d'octobre à novembre 2010. Il marque 2 buts en 4 matchs de Championship.
À son retour à Middlesbrough, il réalise un excellent début de saison 2011-2012, qui lui vaut de recevoir le titre de meilleur joueur de Championship d'août 2011. Le 31 août 2016 il est prêté à Blackburn Rovers jusqu'au janvier 2017.
Le 31 janvier 2017, il est prêté à Blackburn Rovers.

## Distinction personnelle
- Meilleur joueur du mois de Championship en août 2011.